# Péronisme révolutionnaire
La Tendance révolutionnaire, Tendance révolutionnaire péroniste, ou simplement Péronisme révolutionnaire, était le nom donné en Argentine à un courant du péronisme centré autour des organisations de guérilla FAR, Montoneros et la Jeunesse péroniste. Progressivement constitué dans les années 1960 et 1970, et nommé comme tel au début de 1972, il est composé de diverses organisations qui adoptent une posture combative et révolutionnaire, dans laquelle le péronisme est conçu comme une forme de socialisme chrétien, adaptée à la situation de Argentine (« socialisme national »), tel que défini par Juan D. Perón lui-même. La «Tendencia» a été soutenue et promue par Perón, au cours de la dernière étape de son exil, en raison de sa capacité à combattre la dictature se faisant appeler la Révolution argentine. Il eut une grande influence sur la Résistance péroniste (1955-1973) et la première étape du "troisième péronisme", lorsque Héctor J. Cámpora a été élu président de la Nation le 11 mars 1973.
La Tendance révolutionnaire était composée de Montoneros-FAR comme organisation centrale et d'un ensemble d'organisations non militaires, à savoir : Jeunesse Péroniste Régionale (JP), Association Evita de la Branche Féminine du Mouvement Péroniste (AE), Jeunesse Universitaire Péroniste (JUP), Jeunesse ouvrière péroniste (JTP), Mouvement péroniste Villero (MVP), Mouvement des locataires péronistes et Union des étudiants du secondaire (UES).

## Origine du nom
María Laura Lenci raconte que le nom de Tendance Révolutionnaire est apparu en janvier 1972 dans le Conseil Provisoire de la Jeunesse Péroniste dans lequel deux lignes étaient délimitées : une qui soutenait la lutte armée (Tendance Révolutionnaire) et une autre qui la rejetait ( Commandement de l'Organisation et de la Garde de Fer). Le nom de Tendance Révolutionnaire du Péronisme a été utilisé pour la première fois lors du Deuxième Congrès du Péronisme Révolutionnaire réuni à Cordoue en janvier 1969 pour définir les groupes favorables à la lutte armée. De manière générique, un ensemble hétérogène d'acteurs et d'organisations qui s'attribuent le péronisme comme identité politique et proposent à partir de celui-ci une solution révolutionnaire à la crise du système, c'est-à-dire postulent la construction du « socialisme national » et endossent la méthodologie de la guerre. 

## Histoire

### La résistance péroniste
Après le coup d'État qui a renversé le président constitutionnel Juan D. Perón en 1955 et l'installation d'une dictature se faisant appeler la «Révolution libératrice» qui a interdit le péronisme et a cherché à « dépéroniser » la population, les citoyens péronistes ont entamé un processus de lutte connu sous le nom de Résistance péroniste. . Dans un premier temps, la lutte contre la dictature et l'interdiction s'est concentrée sur la possibilité d'un soulèvement militaire péroniste, soutenu par des actions de sabotage par des groupes civils, principalement de l'usine.
Mais après l'échec du soulèvement du général Juan José Valle en 1956 et le terrorisme d'État auquel on a eu recours pour le réprimer, par des exécutions illégales et clandestines, un secteur du péronisme a commencé à parcourir une voie insurrectionnelle, soutenu par la lutte armée de la guérilla, identifié avec les processus nationalistes et révolutionnaires de libération nationale qui se sont multipliés dans le Tiers-Monde au cours de ces années, comme la Révolution chinoise de 1949, la Guerre de libération algérienne, la Guerre du Vietnam (1955-1973), et surtout la Révolution cubaine.(1958) et la présence en son sein de l'Argentin Ernesto Che Guevara.
Dans cette voie insurrectionnelle du péronisme, la décision de Perón de désigner John William Cooke (1919-1968) comme son représentant personnel en Argentine et de présider en son nom toutes les forces péronistes a joué un rôle très important. Cooke est issu de l'intransigeant mouvement étudiant réformiste yrigoyéniste , et fait partie de ceux qui ont initialement formé le péronisme, étant élu député national en 1946, alors qu'il n'avait que 25 ans. Cooke s'est fait remarquer pendant les deux premières présidences de Perón, par sa pensée anti-impérialiste et anti-oligarchique. Cooke joue un rôle important dans le pacte Perón-Frondizi qui permit à ce dernier d'être élu président en 1958, mais devant l'incapacité du mouvement Frondiz à s'affranchir du contrôle militaire et à ouvrir un processus démocratique, Cooke conclut que seule une voie révolutionnaire pourrait permettre l'installation d'une véritable démocratie en Argentine. 

### La lutte insurrectionnelle: FAR et Montoneros
Le conflit politique et social s'est radicalisé en Argentine, après le renversement du radical Arturo Illia en 1966 et l'installation d'une dictature permanente se faisant appeler la Révolution argentine qui a ordonné l'abolition des partis politiques, suivant les préceptes de la Doctrine de sécurité nationale établie par les États-Unis pour l'Amérique latine dans le cadre de la Guerre froide.
Au cours de cette période , des dizaines d' insurrections populaires ont eu lieu, comme dans le Cordobazo, le Rosariazo, le Tucumanazo, etc, avec une forte mobilisation du mouvement étudiant et des syndicats. Dans ce contexte, plusieurs organisations de guérilla ont surgi , parmi lesquelles les FAR (1969) d'idéologie péroniste-socialiste et les Montoneros (1970) d'idéologie péroniste-socialiste-catholique.
À ce moment-là, la lutte armée révolutionnaire se répandait dans une grande partie de l'Amérique latine, des Tupamaros en Uruguay, les sandinistes au Nicaragua. Che Guevara lui-même avait été assassiné en 1967 alors qu'il avait ouvert un front de guérilla en Bolivie, tout près de la frontière avec l'Argentine, d'où il recevait ravitaillement et soutien.
Simultanément, un secteur très important de l'Église catholique latino-américaine a développé une pensée et une action engagées envers « les pauvres » , en solidarité avec les mouvements de libération, qui ont précisément adopté la dénomination de Théologie de la libération. En Argentine, ce courant se manifeste à travers la revue Cristianismo y Revolución et le Mouvement des prêtres pour le tiers monde (1967), créant à leur tour le mouvement des prêtres villero. Beaucoup de ses membres intégreront La Tendencia.
Perón a explicitement soutenu les organisations de guérilla, qu'il a appelées "formations spéciales", et a procédé à une "actualisation" de sa pensée politique, caractérisant le péronisme comme un "mouvement de libération nationale" qui, comme d'autres mouvements similaires dans le Tiers-Monde, s'est battu pour établir le socialisme , qui dans le cas de l'Argentine devrait avoir ses propres caractéristiques et être d'inspiration chrétienne. Il a également nommé l'un des dirigeants des Montoneros, Rodolfo Galimberti, à la tête de la Jeunesse péroniste au sein du Conseil supérieur péroniste, qui à son tour a procédé à son organisation sur la base d'un système d'organisations territoriales régionales, d'où son nom de JP -Régional.
En 1970, la lutte de la guérilla et les insurrections populaires ont conduit à l'effondrement du plan de dictature permanente dirigé par le général Juan Carlos Onganía. Onganía a été renversé par un coup d'État interne et les secteurs du pouvoir conservateur ont accepté qu'il n'était pas possible d'exclure le péronisme de la vie politique argentine, initiant une "sortie" électorale qui portait le nom de Grand Accord National (GAN), y compris le Péronisme, mais dirigé par les forces armées.
En 1972, Perón, secondé par Héctor J. Cámpora comme délégué personnel, les FAR et les Montoneros et la Jeunesse péroniste, décide d'ignorer le GAN, pour promouvoir une solution électorale convenue exclusivement entre civils (partis politiques, syndicats et organisations professionnelles). À ce moment la Tendance est identifiée comme telle. Après le massacre de Trelew commis par la marine le 22 août 1972 afin d'annuler la sortie démocratique, la jeunesse péroniste a commencé à faire pression pour que Perón retourne dans le pays, au mépris ouvert de la dictature. Perón accepte la proposition et nomme l'un des membres concernés de la tendance , Juan Manuel Abal Medina, alors âgé de 27 ans, comme secrétaire général du Mouvement National Justicialiste et chargé de diriger l'Opération Retour. Le slogan utilisé par la Tendance est "Combattez et revenez".
L'opération de retour a réussi et Perón est finalement rentré au pays le 17 novembre 1972, détruisant définitivement le GAN promu par la dictature et devenant l'axe d'un pacte civil démocratique, avec des partis politiques, des syndicats et des hommes d'affaires, symbolisé par l'étreinte avec le leader radical Ricardo Balbín, après des années d'inimitié politique.

### Le Frejuli
Le rôle joué dans l'effondrement de la dictature et le succès du Retour Opératif ont renforcé la Tendance, lui faisant gagner en popularité. Dans ces conditions se tiennent les élections du 11 mars 1973. Le péronisme faisait partie d'un grand front électoral appelé le Front de libération justicialiste (Frejuli), avec des forces qui dans le passé avaient été anti-péronistes, telles que le frondizisme, le conservatisme et un secteur de la démocratie chrétienne. En raison des restrictions imposées par la dictature, Perón n'a pas pu se présenter comme candidat, ce qui a conduit Héctor J. Cámpora à être nommé à la présidence , secondé par le populaire conservateur Vicente Solano Lima.. Cámpora avait établi une relation solide avec La Tendencia.
Le mouvement péroniste à cette époque était composé de quatre branches (politique, syndicale, féminine et jeunesse), entre lesquelles les postes de pouvoir devaient être équitablement répartis. Parce que la Tendance contrôlait la jeunesse, dans la répartition des postes elle concurrençait principalement la branche syndicale, dont la majorité se définissait comme des justicialistes « orthodoxes » . Cette concurrence a ouvert un conflit entre la Tendance et d'autres groupes péronistes combatifs, avec des secteurs qui se reconnaissaient comme « orthodoxes ».», qui s'étendra sur tout le gouvernement péroniste (1973-1976). Ainsi, plusieurs gouverneurs et sous-gouverneurs, ainsi que des sénateurs et des députés nationaux et des maires, sont membres ou entretiennent des relations étroites avec les positions de la Tendancia.